# キボシサンショウウオ
キボシサンショウウオ(Ambystoma maculatum)は、両生綱有尾目トラフサンショウウオ科トラフサンショウウオ属に分類される有尾類。別名スポットサラマンダー。オハイオ州とサウスカロライナ州では州の両生類となっている。その胚には藻類が細胞内共生しているのが発見されており、現在知られている唯一の内生生物の宿主である脊椎動物である。。

## 分布
アメリカ合衆国東部、カナダ南部
ノヴァスコシア州から西はガスペー半島、南はジョージア州およびテキサス州にかけて分布する。

## 形態

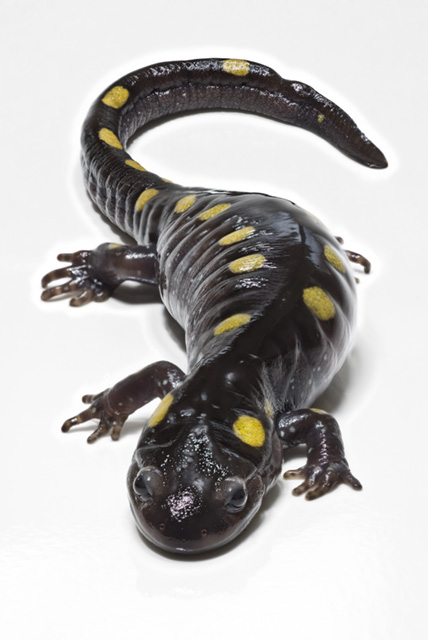

全長15 - 25センチメートル。背面の体色や黒や暗褐色・暗灰色で、頭部から尾にかけて24 - 45個の黄色や橙色の斑点が不規則に入る。体色は主に黒だが、ときおり青みがかった黒、暗灰色、暗緑色、焦げ茶色の個体も存在する。黄色がかったオレンジ色の斑点が不ぞろいな2列になって、目の近くの頭頂部から尾の先端まで並んでいる。頭部に近い斑点はオレンジ色が強く、尾の方になるほど黄色が強くなる。腹部は灰色またはピンク色。
卵塊は通常直径6-10cmのゼリー状の丸い塊である。卵塊の外側のゼリー層にはユニークな多形性があり、1つは透明で水溶性のたんぱく質を含み、もう一つは白色で結晶性の疎水性たんぱく質を含む。この多形性は池の溶存栄養素レベルの変動に関して利点があり、またカエルの幼生による食害での死亡率を低減すると考えられている。幼生は通常明るい茶色または緑がかった黄色で、小さな暗色の斑点があり、外鰓が生えている。

## 生態
通常は繁殖のために必要な水場がある広葉樹林に住む。地中棲。恒常的な池では卵や幼生を餌食にする魚類が生息するため、春先に雪解け水でできる一時的な水場を使用する。穴居性であり、ほとんどの時間を地下で過ごす。地上に出てくるのは、雨の後を除けば繁殖と食餌のためのみである。冬の間は地下で冬眠し、繁殖期である3-5月まで現れない。
防御手段としては林床落ち葉層に穴を掘って隠れること、尾の自切、背部と頸部にある大きな毒腺から乳白色の毒液を出すことがある。幼体の間は、ほとんどの時間を卵が産み付けられた水場の底近くの落ち葉の堆積の下で過ごす。幼生は水草の下の避難所で過ごし、捕食者がいると動きを止める。
昆虫、クモ、ムカデ類・ヤスデ類といった多足類、カタツムリ類・ナメクジ類などの陸生の巻貝、ミミズなどの林床にいる無脊椎動物を食べるが、セアカサンショウウオPlethodon cinereusなどの小型の有尾類などを食べることもある。孵化直後の幼生は小型の昆虫やミジンコ属Daphniaなどの甲殻類を食べるが、成長すると単脚類・等脚類・大型の昆虫・両生類の幼生なども食べる。幼生の食性は動物性プランクトンが主だが、成長するにつれて節足動物や両生類のようなより大きな獲物も利用するようになる。成体の餌はミミズ、ナメクジ、クモ、ムカデ、ヤスデ、コオロギのような昆虫などである。幼生も成体も主として夜行性であり、夜間に食物を求めて狩りに出る。
捕食者としてアライグマ、スカンク類、カメ類、ガーターヘビ属Thamnophisなどのヘビ類などが挙げられる。幼生の捕食者として水生昆虫、魚類、他のトラフサンショウウオ属、ヘビ類、鳥類などが挙げられる。

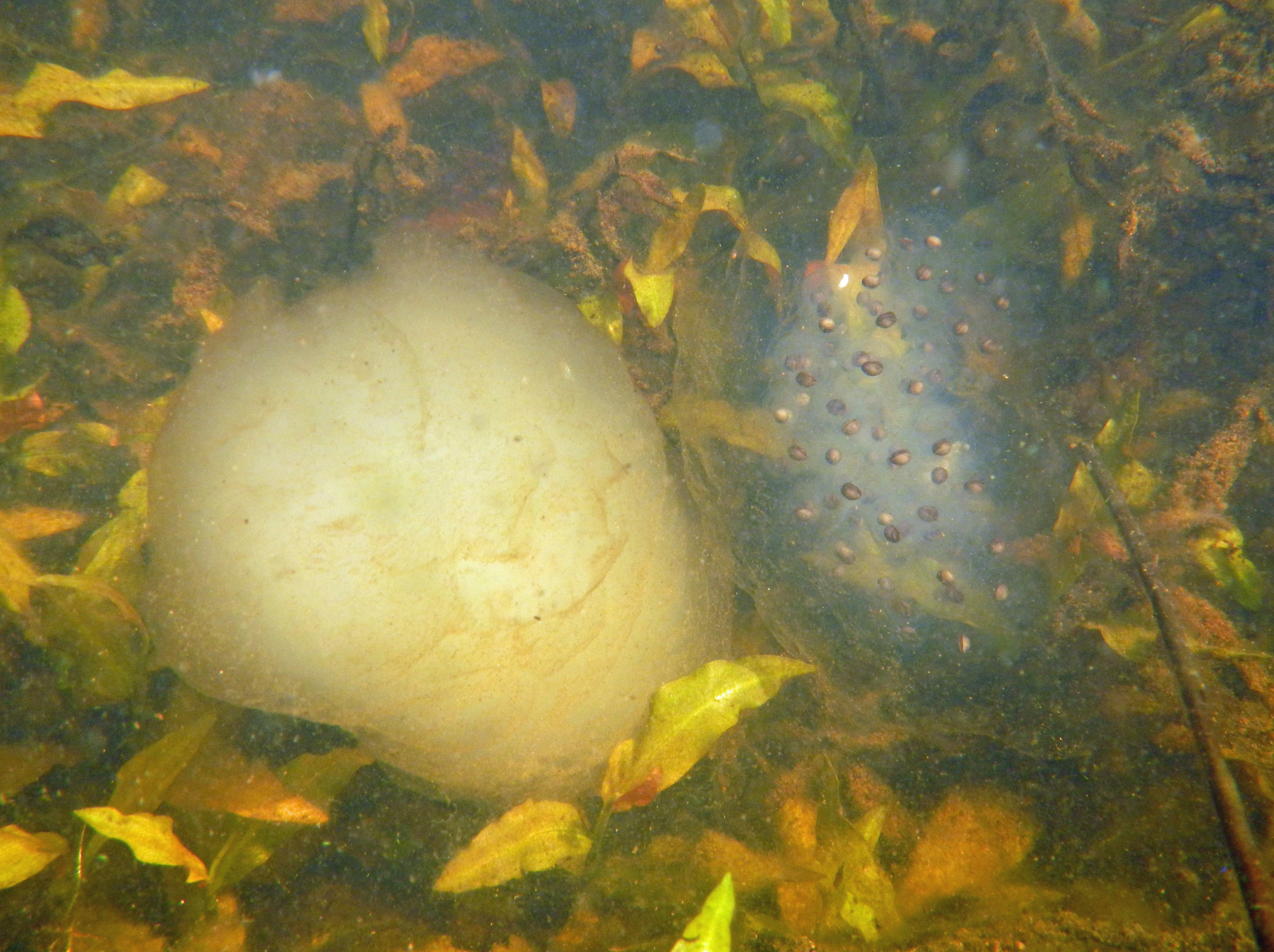
卵塊の多形性: 白色型（左）と透明型（右）

一年のほとんどを広葉樹林の落ち葉層や巣穴の中で過ごすが、温度が上昇し湿度が高くなると、突然毎年の繁殖池に移動を始める。一晩の間に数百から数千の個体が集まる。交尾は通常春の雨の日に池の中で行われる。卵は水中の植物などにうみつける。1回に100 - 300個（平均200個）の卵を産む。メスは通常およそ100個の卵の入った房を水中の植物にくっつけ、卵塊を形成する。
卵は4 - 7週間で孵化する。成体が水中にとどまるのは数日で、卵はそれから1-2か月後に孵化する。卵はOophila amblystomatisという緑藻と共生関係にある。ゼリー層は卵を乾燥から守るが、胚の発生に必要な酸素の拡散 をさまたげる。Oophila は光合成を行い酸素を供給する。発生中のサンショウウオは酸素を代謝し、藻類が消費する二酸化炭素を排出する。光合成藻類は体細胞およびおそらく生殖細胞の中に存在する。卵がいつ孵化するかは水温による。主に孵化後2 - 4か月で変態し、幼体になる。2-4か月で幼生は鰓を失い、幼体になって水から離れる。32年まで生きたことが知られている。通常は毎年同じ池に戻るが、これらの池は季節的なものであり、通常は晩春から冬までは干上がっている。

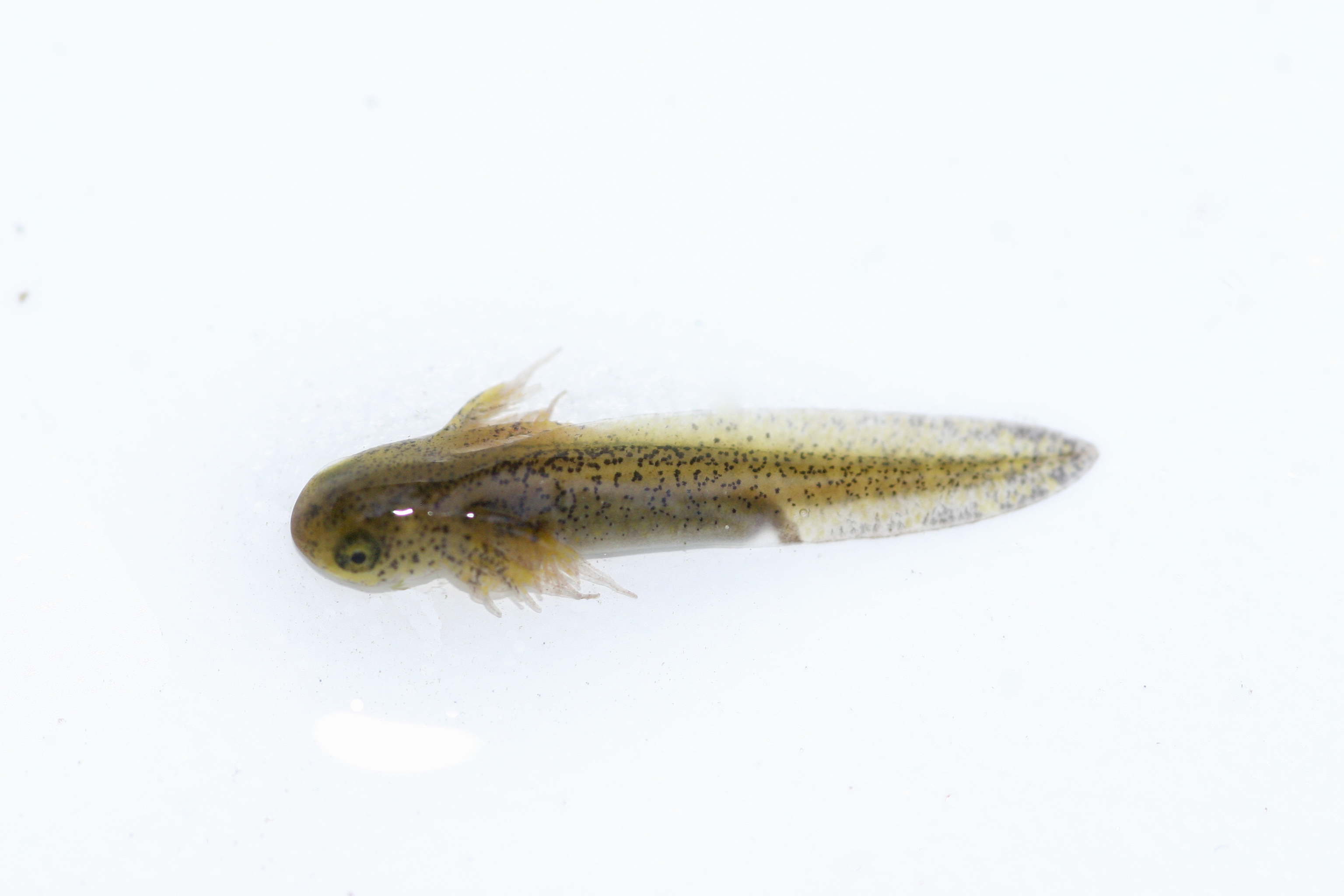
幼生

## 人間との関係
生息数は非常に多く安定し、絶滅のおそれは低いと考えられている。一方で森林伐採による生息地の破壊、繁殖地の減少、土壌および水質の酸性化、交通事故、融雪剤などによる化学物質による影響が懸念されている。
ペットとして飼育されることもある。日本にも輸入されている。流通歴は比較的古く以前は夏季に大量の個体が流通していたこともあるが、近年は流通量が減少している。ケージ内には潜ることができる床材を敷いたり、隠れ家を設置する。高温に弱いため、注意が必要。